# Drino biseriata
Drino biseriata là một loài ruồi trong họ Tachinidae.